# Georges Monomachos
Georges Monomachos est un noble byzantin de la fin du XIe siècle.
Il est nommé gouverneur de Dyrrachium par l'empereur Nicéphore III Botaniatès en 1078 pour y remplacer l'usurpateur Nicéphore Basiliakos. En 1081, lors de la rébellion d'Alexis Ier Comnène il tergiverse et refuse aux envoyés d'Alexis un soutien financier mais remet une lettre où il assure le futur empereur de sa fidélité si Dieu lui accorde la victoire.
Cependant peu après il se révolte ouvertement et négocie avec les Normands de Robert Guiscard. Remplacé par le beau-frère d'Alexis, Georges Paléologue, en 1081 il s'enfuit en Dalmatie chez le prince de Dioclée, Constantin Bodin. Cette trahison contribue pour partie à la chute de Dyrrachium (février 1082) les habitants de la ville restant dans l'ensemble fidèles à leur ancien gouverneur et hostiles à Alexis considéré comme un usurpateur.
Peu après cependant Georges Monomachos reçoit un chrysobulle de pardon de la part d'Alexis et rentre à Constantinople. Cette clémence s'explique par la situation difficile d'Alexis à cette époque et donc par la nécessité de ne pas provoquer, par une répression féroce, de nouvelles dissidences.

## Sources
- Élisabeth Malamut, Alexis Ier Comnène, éditions Ellipses, 2007.